# Fa'amatai

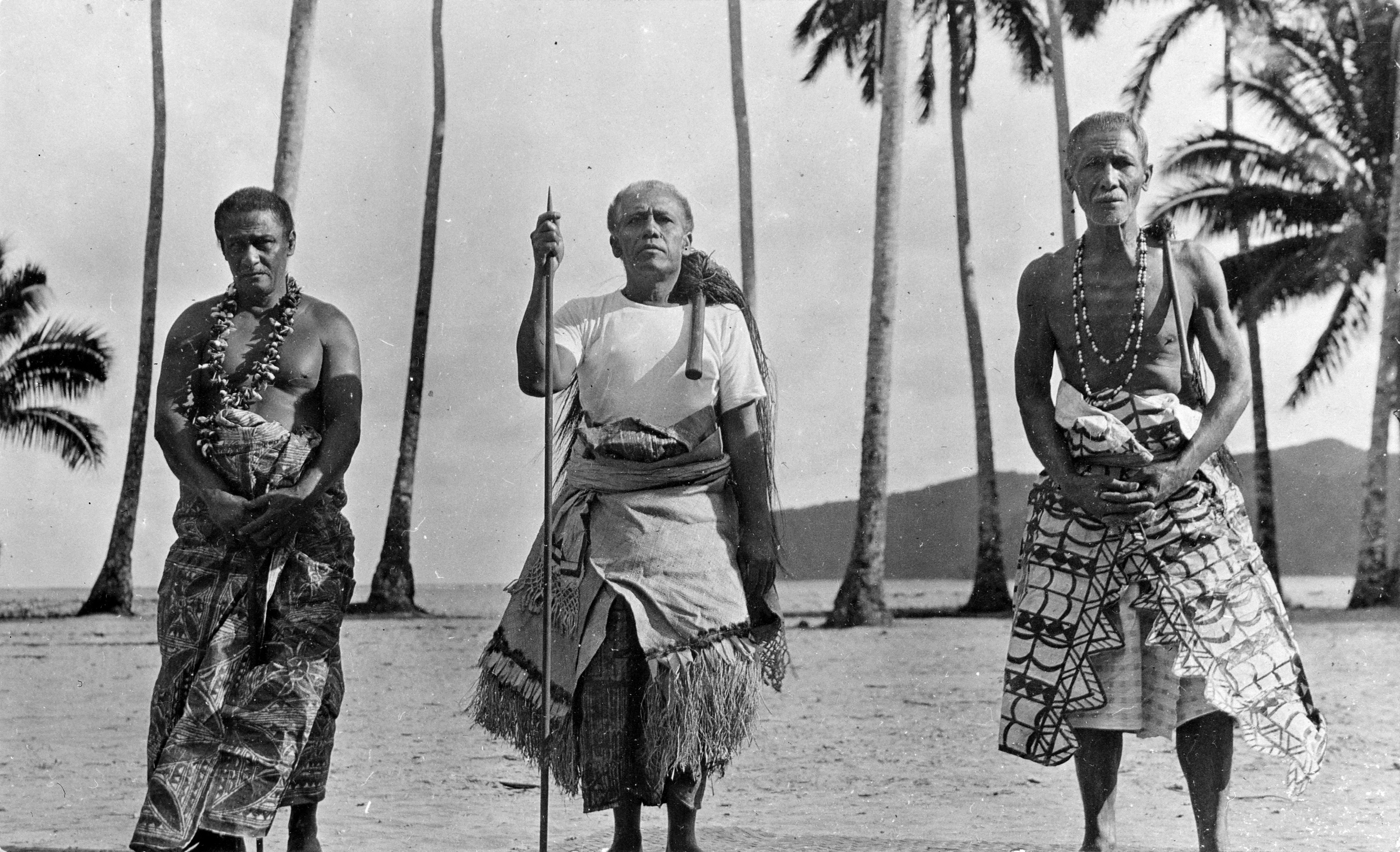
Tres matai samoanos, los dos más viejos portando el flue (manojo de cuerdas de sennit con mango de madera), símbolo del cargo de orador en jefe. El anciano de en medio sostiene también la to'oto'o, vara de oficio del orador y usa a la cintura una ie'toga, los otros dos jefes visten tejidos tapa con diseño.

Fa'amatai es el sistema de jefatura de Samoa, fundamental en la organización de la sociedad samoana. Es la forma tradicional de gobierno indígena en ambas Samoas, que comprenden Samoa Americana y el Estado Independiente de Samoa. El término comprende el prefijo fa'a (samoano para "del modo de") y la palabra matai (apellido o título).
El sistema se centra en la figura de los y las matai, título usado para designar a la cabeza de una familia y con el deber de cuidarla. Este sistema se hace presente en la mayor parte de la vida sociopolítica en Samoa. Además de incluir la estructura tradicional familiar y de cuidado de la familia extendida, también refiere a la protección de la propiedad familiar, en un sistema tradicional de propiedad de la tierra. El sistema fa'amatai es importante en ese sentido en la Samoa moderna, donde la mayor parte de la tierra, aproximadamente el 81% (567.000 acres), está bajo propiedad tradicional y el resto está bajo el gobierno nacional (malo) como tierras públicas, con el 4% restante siendo propiedad común.
En la Asamblea Legislativa, el parlamento unicameral de Samoa, 47 de los 49 escaños corresponden a matai, quienes realizan doble labor de jefes y políticos modernos, dos asientos siendo reservados para personas no samoanas. De forma similar, en la legislatura bicameral de Samoa Americana, también llamada Fono, los 21 miembros de la Cámara de Representantes y 18 miembros del Senado deben ser matai para poder ser seleccionados por los consejos distritales.
En cuando a demografía, el censo de Samoa de 2006 identificó 15.783 matai de una población total de 180.741 (8,7%); 12.589 (79.8%) eran hombres y 3.194 (20.2%) eran mujeres.
En la cúspide de este sistema se encuentran los cuatro principales títulos: Tupua Tamasese, Malietoa, Mata'afa  y Tuimaleali'ifano, conocidos como Tama-a-Aiga ('hijos de las familias') que les otorgan el liderazgo sobre las familias reales de Samoa. Todos los jefes de Estado de Samoa han sido Tama-a-Aiga. Además, estos cuatro jefes supremos a menudo reciben títulos pāpā, que indican soberanía o liderazgo sobre un territorio designado o una red de parentesco. Estos títulos son Tui Atua, Tui A'ana, Gatoaitele y Vaetamasoalii. El título de Tui Atua está actualmente en manos de Tui Atua Tupua Tamasese Efi, ex Primer Ministro y Jefe de Estado de Samoa. El de Gatoaitele lo posee Savea Sano Malifa, un conocido periodista y propietario del periódico Samoa Observer. No hay titulares oficiales de los otros dos títulos pāpā.  Samoa tiene su propia forma única de monarquía tradicional (no de monarquía europea), donde es posible poseer los cuatro títulos reales de Tafa-ifa, a lo que se refiere con el título de Tupu Tafa-ifa (rey o reina (Tui/Tupu o Samoa)). En Samoa Americana existen los títulos homólogos conocidos como Fa'asuaga, las personas líderes titulares de familias y distritos, éstos son Le'iato, Faumuina, Mauga, Tuitele, Fuimaono, Satele, Letuli, y Tui Manu'a.